# Floorball Deutschland Pokal 2021/22
Der Floorball Deutschland Pokal 2021/22 war die 15. Austragung des Floorballpokalwettbewerbs der Männer. Das final4 hat am 5. und 6. März 2022 in der Berliner Max-Schmeling-Halle stattgefunden. 
Diese Saison nahmen 65 Mannschaften teil. Aufgrund des abermaligen Abbruchs der letzten Pokalsaison durch die Corona-Pandemie gingen wieder die Lilienthaler Wölfe als Titelverteidiger in den Wettbewerb. Im Finale konnte sich der UHC Sparkasse Weißenfels seinen zehnten Pokaltitel mit einem 5:3 gegen die DJK Holzbüttgen sichern.

## Teilnehmende Mannschaften
| Bundesliga | 2. Bundesliga | Regionalliga / Verbandsliga / nur Pokal | Regionalliga / Verbandsliga / nur Pokal |
| Gruppe Nord | | | |
| MFBC Leipzig ETV Piranhhas Hamburg Blau-Weiß 96 Schenefeld SC DHfK Leipzig Red Devils Wernigerode Berlin Rockets (Ausrichter) | TSG Füchse Quedlinburg TV Eiche Horn Bremen Hannover Mustangs Lilienthaler Wölfe SCS Berlin PSV 90 Dessau Baltic Storms FBC Havel Gettorf Seahawks BSV Roxel                        | - Schleswig-Holstein Baltic Storms II (III) SG TSV Tetenbüll/SV Hemmingstedt (III) PSV Flensburg (III) Sport-Club Itzehoe (nP) - Hamburg ETV Piranhhas Hamburg II (III) - Niedersachsen Hannover 96 (III) MTV Mittelnkirchen (III) SG Nordenham/Wahnbek (IV) TV Dinklage (IV) SG Osnabrück/Bielefeld (IV) UC Braunschweig (nP) | - Bremen TV Eiche Horn Bremen II (III) ATS Buntentor Knights (III) - Berlin Berlin Rockets (Laikas Berlin) (III) Eisbären Juniors Berlin (III) - Sachsen-Anhalt Floorball Tigers Magdeburg (III) USV Halle Saalebiber II (IV) Black Lions Landsberg (IV) UHC Elster (nP) |
| Gruppe Süd | | | |
| UHC Sparkasse Weißenfels DJK Holzbüttgen TV Schriesheim Floor Fighters Chemnitz SSF Dragons Bonn VfL Red Hocks Kaufering      | Unihockey Igels Dresden ESV Ingolstadt Schanzer Ducks FC Stern München Dümptener Füchse USV Halle Saalebiber FC Rennsteig Avalanche Tollwut Ebersgöns USV TU Dresden TSV Calw Lions | - Sachsen-Anhalt UHC Sparkasse Weißenfels II (III) - Sachsen UHC Döbeln 06 (III) Floor Fighters Chemnitz II (III) SC DHfK Leipzig II (III) Bautzen Bears (IV) UV Zwigge 07 (IV) - Nordrhein-Westfalen SSF Dragons Bonn II (III) - Hessen TSG Erlensee (III) Floorball Griedel (III)                                            | - Rheinland-Pfalz Floorball Mainz (III) - Saarland Black Pitballs Sankt Wendel (III/nP) - Baden-Württemberg FBC Heidelberg (nP) - Bayern Lumberjacks Rohrdorf (III) VfL Red Hocks Kaufering II (III) TV Augsburg (III)                                                   |
| Fett markierte Mannschaften spielten im final4                                                                                | | | |

## Modus
Floorball Deutschland hatte den Modus für die diesjährige Austragung wie folgt geändert:
- Die Berlin Rockets war als Ausrichter des final4 2022 für das Halbfinale gesetzt
- Die Mannschaften der 1. FBL in dieser Saison stiegen zur 3. Runde ein
- Die Teams der 2. FBL in dieser Saison starteten ab der 1. Runde in den Pokal
- Sollten sich mehr als 33 Regionalliga-, Verbandsliga- und reine Pokalteams für die Teilnahme melden, so wird im Vorfeld der 1. Runde eine Qualifikationsrunde, gelost aus den angemeldeten Regionalligisten, gespielt
  - Da sich 34 anmeldeten, gab es daher eine Qualifikationsrunde mit nur einer Partie geben
- bis zur 3. Runde wurde in einer regionalen Unterteilung mit einer Nord- und Südgruppe gespielt

## Qualifikationsrunde
Es meldeten sich 34 Mannschaften für die 33 Plätze der Nicht-Bundesligsten an. Daher wurden zwei Teams ausgelost, die im Vorfeld eine Partie um diesen letzten freien Platz spielten.
| 29. August 2021 14:00 Uhr |  | Hannover 96 (III) | 9:0 (3:0, 1:0, 5:0) Spielbericht | SG Osnabrück/Bielefeld (IV) | Bothfelder Sporthalle, Hannover Zuschauer: 20 |

## 1. Runde
In der ersten Runde spielten 64 Teams um den Einzug in die 2. Runde. Die zwölf Bundesligisten starten erst in der 3. Runde. Zudem waren die Berlin Rockets als Ausrichter des Final4s bereits für jenes qualifiziert.

### Gruppe Nord
| 18. September 2021 14:00 Uhr |  | FBC Havel (II) | 9:14 (1:5, 4:2, 4:7) Spielbericht | Hannover Mustangs (II) | Borsigwalder Grundschule, Berlin Zuschauer: 15 |

| 18. September 2021 15:00 Uhr |  | Sport-Club Itzehoe (nP) | 2:9 (0:1, 1:5, 1:3) Spielbericht | USV Halle Saalebiber II (IV) | Gutenberghalle, Itzehoe Zuschauer: 5 |

| 18. September 2021 18:00 Uhr |  | TV Eiche Horn Bremen II (III) | 1:6 (0:2, 1:0, 0:4) Spielbericht | MTV Mittelnkirchen (III) | Sportzentrum Eiche Horn, Bremen Zuschauer: 30 |

| 18. September 2021 18:00 Uhr |  | ETV Piranhhas Hamburg II (III) | 7:9 (1:4, 3:2, 3:3) Spielbericht | Baltic Storms (II) | Sporthalle Hoheluft, Hamburg Zuschauer: 40 |

| 18. September 2021 18:00 Uhr |  | SG Nordenham/Wahnbek (IV) | 8:10 (2:6, 2:1, 4:3) Spielbericht | UHC Elster (nP) | Grundschule Wahnbek, Rastede Zuschauer: 23 |

| 19. September 2021 14:00 Uhr |  | Berlin Rockets (Laikas Berlin) (III) | 10:2 (3:0, 3:2, 4:0) Spielbericht | ATS Buntentor Knights (III) | Sporthalle Monumentenstraße, Berlin Zuschauer: 1 |

| 19. September 2021 15:00 Uhr |  | PSV Flensburg (III) | 1:22 (0:7, 0:6, 1:9) Spielbericht | Lilienthaler Wölfe (II) | Sporthalle der Handelslehranstalt, Flensburg Zuschauer: 28 |

| 25. September 2021 18:00 Uhr |  | Baltic Storms II (III) | 5:0 hat nicht stattgefunden | Eisbären Juniors Berlin (III) | Tallinhalle, Kiel |

| 16. Oktober 2021 16:15 Uhr |  | TV Eiche Horn Bremen (II) | 7:1 (0:0, 5:1, 2:0) Spielbericht | SCS Berlin (II) | Sportzentrum Eiche Horn, Bremen Zuschauer: 51 |

| 26. September 2021 13:00 Uhr |  | UC Braunschweig (nP) | 4:15 (3:6, 1:4, 0:5) Spielbericht | PSV 90 Dessau (II) | IGS Weststadt, Braunschweig Zuschauer: 25 |

| 26. September 2021 13:00 Uhr |  | TV Dinklage (IV) | 3:20 (0:7, 0:9, 3:4) Spielbericht | Gettorf Seahawks (II) | TVD Sportpark 04, Dinklage Zuschauer: 40 |

| 26. September 2021 14:00 Uhr |  | SG TSV Tetenbüll/SV Hemmingstedt (III) | 11:7 (3:2, 2:2, 6:3) Spielbericht | Floorball Tigers Magdeburg (III) | Sportzentrum Hemmingstedt, Hemmingstedt Zuschauer: 38 |

| 26. September 2021 14:00 Uhr |  | BSV Roxel (II) | 6:7 n. V. (10:10, 10:10, 10:10) Spielbericht | TSG Füchse Quedlinburg (II) | Schulzentrum Roxel, Münster Zuschauer: 20 |

| 26. September 2021 14:00 Uhr |  | Hannover 96 (III) | 9:2 (3:1, 3:1, 3:0) Spielbericht | Black Lions Landsberg (IV) | Bothfelder Sporthalle, Hannover Zuschauer: 40 |

### Gruppe Süd
| 18. September 2021 13:00 Uhr |  | Lumberjacks Rohrdorf (III) | 1:9 (0:2, 0:3, 1:4) Spielbericht | USV Halle Saalebiber (II) | Sporthalle Turner Hölzl, Rohrdorf Zuschauer: 10 |

| 18. September 2021 13:00 Uhr |  | FC Rennsteig Avalanche (II) | 6:7 (3:3, 2:3, 1:1) Spielbericht | Floorball Griedel (III) | Guts-Muths Turnhalle, Neuhaus am Rennweg Zuschauer: 32 |

| 18. September 2021 13:00 Uhr |  | VfL Red Hocks Kaufering II (III) | 9:10 n. V. (4:5, 2:2, 3:2, 0:1) Spielbericht | FC Stern München (II) | Sportzentrum Kaufering, Kaufering Zuschauer: 10 |

| 18. September 2021 13:00 Uhr |  | Black Pitballs Sankt Wendel (III/nP) | 0:29 (0:8, 0:8, 10:13) Spielbericht | Unihockey Igels Dresden (II) | Sportzentrum St. Wendel, St. Wendel Zuschauer: 20 |

| 18. September 2021 13:00 Uhr |  | Bautzen Bears (IV) | 3:9 (0:1, 2:4, 1:4) Spielbericht | UHC Sparkasse Weißenfels II (III) | Mehrzweckhalle Am Schützenplatz, Bautzen Zuschauer: 35 |

| 18. September 2021 13:00 Uhr |  | TSG Erlensee (III) | 12:3 (3:0, 6:1, 3:2) Spielbericht | TSV Calw Lions (II) | Großsporthalle Erlensee, Erlensee Zuschauer: 70 |

| 18. September 2021 13:00 Uhr |  | UHC Döbeln 06 (III) | 21:0 (5:0, 7:0, 9:0) Spielbericht | UV Zwigge 07 (IV) | Stadtsporthalle Döbeln, Döbeln Zuschauer: 85 |

| 18. September 2021 13:00 Uhr |  | Floorball Mainz (III) | 7:2 (3:0, 1:2, 3:0) Spielbericht | FBC Heidelberg (nP) | Sporthalle Gustav-Stresemann-Wirtschaftsschule, Mainz Zuschauer: 11 |

| 18. September 2021 13:00 Uhr |  | TV Augsburg (III) | 7:4 (1:1, 4:0, 2:1) Spielbericht | SSF Dragons Bonn II (III) | Friedrich-Ebert-Mittelschule, Augsburg Zuschauer: 30 |

| 18. September 2021 13:00 Uhr |  | ESV Ingolstadt Schanzer Ducks (II) | 4:14 (2:4, 1:5, 1:5) Spielbericht | Tollwut Ebersgöns (II) | Paul-Wegmann-Halle, Ingolstadt Zuschauer: 75 |

| 18. September 2021 13:00 Uhr |  | SC DHfK Leipzig II (III) | 7:3 (1:0, 4:2, 2:1) Spielbericht | Floor Fighters Chemnitz II (III) | Sporthalle am Rabet, Leipzig Zuschauer: 30 |

| 18. September 2021 13:00 Uhr |  | USV TU Dresden (II) | 5:4 (2:1, 2:2, 1:1) Spielbericht | Dümptener Füchse (II) | EnergieVerbund Arena, Dresden Zuschauer: 1 |

## 2. Runde

### Gruppe Nord
| 23. Oktober 2021 12:00 Uhr |  | Berlin Rockets (Laikas Berlin) (III) | 6:7 (1:3, 2:2, 3:2) Spielbericht | Gettorf Seahawks (II) | Lilli-Henoch-Sporthalle, Berlin Zuschauer: 50 |

| 23. Oktober 2021 13:00 Uhr |  | Hannover 96 (III) | 3:9 (0:1, 1:6, 2:2) Spielbericht | Lilienthaler Wölfe (II) | Lindener Stadion, Hannover Zuschauer: 25 |

| 23. Oktober 2021 15:00 Uhr |  | SG TSV Tetenbüll/SV Hemmingstedt (III) | 1:11 (0:4, 0:5, 1:2) Spielbericht | PSV 90 Dessau (II) | Dreilandenhalle, Garding Zuschauer: 65 |

| 23. Oktober 2021 18:00 Uhr |  | Baltic Storms II (III) | 4:12 (0:3, 3:5, 1:4) Spielbericht | Baltic Storms (II) | Tallinhalle, Kiel Zuschauer: 84 |

| 23. Oktober 2021 18:00 Uhr |  | TSG Füchse Quedlinburg (II) | 12:5 (4:1, 3:2, 5:2) Spielbericht | TV Eiche Horn Bremen (II) | Bodelandhalle, Quedlinburg Zuschauer: 78 |

| 24. Oktober 2021 15:00 Uhr |  | USV Halle Saalebiber II (IV) | 16:6 (7:3, 3:1, 6:2) Spielbericht | UHC Elster (nP) | Universitätssporthalle, Halle Zuschauer: 23 |

| 24. Oktober 2021 15:00 Uhr |  | MTV Mittelnkirchen (III) | 5:15 (1:6, 3:5, 1:4) Spielbericht | Hannover Mustangs (II) | Schulzentrum Lühe, Steinkirchen Zuschauer: 62 |

### Gruppe Süd
| 23. Oktober 2021 16:00 Uhr |  | UHC Sparkasse Weißenfels II (III) | 8:7 (4:0, 0:2, 3:5) Spielbericht | Tollwut Ebersgöns (II) | Stadthalle Weißenfels, Weißenfels Zuschauer: 21 |

| 23. Oktober 2021 16:00 Uhr |  | UHC Döbeln 06 (III) | 9:4 (3:1, 4:2, 2:1) Spielbericht | SC DHfK Leipzig II (III) | Stadtsporthalle Döbeln, Döbeln Zuschauer: 79 |

| 23. Oktober 2021 16:00 Uhr |  | FC Stern München (II) | 7:3 (2:2, 3:0, 2:1) Spielbericht | USV Halle Saalebiber (II) | Sporthalle Grundschule ALS 13, München Zuschauer: 89 |

| 24. Oktober 2021 15:00 Uhr |  | Floorball Griedel (III) | 3:10 (1:6, 2:3, 0:1) Spielbericht | Floorball Mainz (III) | August-Storch-Halle, Butzbach Zuschauer: 17 |

| 24. Oktober 2021 16:00 Uhr |  | USV TU Dresden (II) | 5:13 (3:1, 0:7, 2:5) Spielbericht | Unihockey Igels Dresden (II) | EnergieVerbund Arena, Dresden |

| 24. Oktober 2021 00:00 Uhr |  | TSG Erlensee (III) | 10:3 (3:2, 4:1, 3:0) Spielbericht | TV Augsburg (III) | Großsporthalle Erlensee, Erlensee Zuschauer: 10 |

## 3. Runde
Ab dieser Runde stiegen die zwölf Bundesligisten ein.

### Gruppe Nord
| 20. November 2021 15:00 Uhr |  | Gettorf Seahawks (II) | 8:7 (2:2, 4:3, 2:2) Spielbericht | Lilienthaler Wölfe (II) | Schulzentrum Gettorf, Gettorf Zuschauer: 16 |

| 20. November 2021 18:30 Uhr |  | USV Halle Saalebiber II (IV) | 3:12 (1:4, 1:3, 1:5) Spielbericht | SC DHfK Leipzig (I) | Universitätssporthalle, Halle Zuschauer: 42 |

| 20. November 2021 18:00 Uhr |  | ETV Piranhhas Hamburg (I) | 12:4 (4:1, 5:0, 3:3) Spielbericht | TSG Füchse Quedlinburg (II) | Sporthalle Hoheluft, Hamburg Zuschauer: 88 |

| 20. November 2021 18:00 Uhr |  | Red Devils Wernigerode (I) | 2:9 (1:3, 1:2, 0:4) Spielbericht | MFBC Leipzig (I) | Stadtfeldhalle, Wernigerode Zuschauer: 120 |

| 20. November 2021 19:00 Uhr |  | PSV 90 Dessau (II) | 11:4 (2:3, 4:1, 5:0) Spielbericht | Baltic Storms (II) | Sporthalle Kochstedt, Dessau-Roßlau Zuschauer: 98 |

| 21. November 2021 15:00 Uhr |  | Hannover Mustangs (II) | 6:7 (3:1, 2:5, 1:1) Spielbericht | Blau-Weiß 96 Schenefeld (I) | GS An der Feldbuschwende, Hannover Zuschauer: 62 |

### Gruppe Süd
| 20. November 2021 15:00 Uhr |  | UHC Sparkasse Weißenfels II (III) | 2:9 (0:1, 1:5, 1:3) Spielbericht | TV Schriesheim (I) | Sporthalle West, Weißenfels Zuschauer: 26 |

| 20. November 2021 17:00 Uhr |  | UHC Döbeln 06 (III) | 3:12 (0:6, 2:2, 1:4) Spielbericht | Floor Fighters Chemnitz (I) | Stadtsporthalle Döbeln, Döbeln Zuschauer: 34 |

| 20. November 2021 16:00 Uhr |  | Floorball Mainz (III) | 1:16 (1:5, 0:1, 0:10) Spielbericht | DJK Holzbüttgen (I) | Sporthalle Gustav-Stresemann-Wirtschaftsschule, Mainz Zuschauer: 67 |

| 20. November 2021 00:00 Uhr |  | TSG Erlensee (III) | 5:11 (1:2, 2:5, 2:4) Spielbericht | VfL Red Hocks Kaufering (I) | Großsporthalle Erlensee, Erlensee Zuschauer: 65 |

| 20. November 2021 18:00 Uhr |  | SSF Dragons Bonn (I) | 5:6 (1:2, 2:0, 2:4) Spielbericht | Unihockey Igels Dresden (II) | Sportpark Nord, Bonn Zuschauer: 90 |

| 20. November 2021 19:00 Uhr |  | UHC Sparkasse Weißenfels (I) | 12:3 (2:1, 4:0, 6:2) Spielbericht | FC Stern München (II) | Sporthalle West, Weißenfels Zuschauer: 74 |

## Achtelfinale
| 18. Dezember 2021 15:00 Uhr |  | MFBC Leipzig (I) | 3:2 n. V. (0:2, 0:0, 2:0, 1:0) Spielbericht | Floor Fighters Chemnitz (I) | Brüderstraße, Leipzig |

| 18. Dezember 2021 18:00 Uhr |  | ETV Piranhhas Hamburg (I) | 13:3 (7:1, 2:0, 4:2) Spielbericht | Gettorf Seahawks (II) | Sporthalle Hoheluft, Hamburg Zuschauer: 73 |

| 18. Dezember 2021 18:00 Uhr |  | DJK Holzbüttgen (I) | 14:1 (4:0, 4:0, 6:1) Spielbericht | PSV 90 Dessau (II) | Stadtparkhalle, Kaarst Zuschauer: 110 |

| 18. Dezember 2021 18:00 Uhr |  | VfL Red Hocks Kaufering (I) | 4:5 (1:3, 1:1, 2:1) Spielbericht | UHC Sparkasse Weißenfels (I) | Sportzentrum Kaufering, Kaufering Zuschauer: 68 |

| 19. Dezember 2021 15:00 Uhr |  | Blau-Weiß 96 Schenefeld (I) | 12:4 (2:2, 5:2, 5:0) Spielbericht | SC DHfK Leipzig (I) | Schulzentrum Achter de Weiden, Schenefeld Zuschauer: 89 |

| 19. Dezember 2021 16:00 Uhr |  | Unihockey Igels Dresden (II) | 6:10 (1:4, 4:1, 1:5) Spielbericht | TV Schriesheim (I) | 121. Oberschule, Dresden |

## Viertelfinale
| 22. Januar 2022 16:00 Uhr |  | MFBC Leipzig (I) | 1:4 (0:1, 1:1, 0:2) Spielbericht | DJK Holzbüttgen (I) | Brüderstraße, Leipzig Zuschauer: 101 |

| 22. Januar 2022 16:00 Uhr |  | TV Schriesheim (I) | 2:4 (0:2, 2:0, 0:2) Spielbericht | UHC Sparkasse Weißenfels (I) | Mehrzweckhalle Schriesheim, Schriesheim Zuschauer: 75 |

| 22. Januar 2022 18:00 Uhr |  | ETV Piranhhas Hamburg (I) | 8:4 (3:0, 4:0, 1:4) Spielbericht | Blau-Weiß 96 Schenefeld (I) | Sporthalle Hoheluft, Hamburg Zuschauer: 99 |

## Final 4
Das Final4 wurde in der Max-Schmeling-Halle, Berlin ausgetragen. Die Berlin Rockets waren bereits als Ausrichter des Final4s für jenes qualifiziert.

### Halbfinale
| 5. März 2022 17:15 Uhr |  | UHC Sparkasse Weißenfels (I) Sascha Herlt (3), Jonas Hoffmann, Jonas Pohl, Jan Berbig und Luca-Leon Beyrich | 7:3 (2:1, 3:1, 2:1) Spielbericht | ETV Piranhhas Hamburg (I) Jakob Bohls, Christopher Wilbrand und Marcel Westermann | Max-Schmeling-Halle, Berlin Zuschauer: 762 |

| 5. März 2022 20:00 Uhr |  | DJK Holzbüttgen (I) Jesse Turka, Dennis Schiffer, Janos Bröker (je 2), Eemeli Pelamo und Niklas Bröker | 8:3 (2:0, 3:1, 3:2) Spielbericht | Berlin Rockets (I) Janne Makkonen, Hannes Thun und Kristaps Vaicis | Max-Schmeling-Halle, Berlin Zuschauer: 1228 |

### Finale
| 6. März 2022 16:00 Uhr |  | UHC Sparkasse Weißenfels (I) Jonas Pohl (2), Luca-Leon Beyrich, Sascha Herlt und Tomi Takala | 5:3 (2:1, 1:0, 2:2) Spielbericht | DJK Holzbüttgen (I) Jesse Turka, Eemeli Pelamo und Nils Hofferbert | Max-Schmeling-Halle, Berlin Zuschauer: 1021 |

## Statistik
Torschützenliste
| Pl. | Spielerin         | Mannschaft              | Tore | Spiele |
| --- | ----------------- | ----------------------- | ---- | ------ |
| 1.  | Maurice Keller    | Hannover Mustangs       | 12   | 3      |
| 1.  | Til Robert Franke | Unihockey Igels Dresden | 12   | 3      |
| 3.  | Dominik Rudin     | TSG Erlensee            | 10   | 3      |
| 3.  | Marvin Eilers     | Lilienthaler Wölfe      | 10   | 3      |

Meiste Torvorlagen
| Pl. | Spielerin    | Mannschaft              | Vorlagen | Spiele |
| --- | ------------ | ----------------------- | -------- | ------ |
| 1.  | Daniel Hulič | Unihockey Igels Dresden | 16       | 4      |
| 2.  | Jeremy Beil  | PSV 90 Dessau           | 11       | 4      |
| 2.  | Janos Bröker | DJK Holzbüttgen         | 10       | 4      |

Scorerliste
| Pl. | Spielerin         | Mannschaft              | Spiele | Punkte | Tore | Vorlagen |
| --- | ----------------- | ----------------------- | ------ | ------ | ---- | -------- |
| 01. | Daniel Hulič      | Unihockey Igels Dresden | 4      | 21     | 5    | 16       |
| 02. | Maurice Keller    | Hannover Mustangs       | 3      | 20     | 12   | 8        |
| 03. | Til Robert Franke | Unihockey Igels Dresden | 3      | 18     | 12   | 6        |